# Водреј Дорион (Квебек)
Водреј Дорион (фр. Vaudreuil-Dorion) је град у Канади у покрајини Квебек. Према резултатима пописа 2011. у граду је живело 33.305 становника.

## Становништво
Према резултатима пописа становништва из 2011. у граду је живело 33.305 становника, што је за 29,1% више у односу на попис из 2006. када је регистровано 25.789 житеља.
| 2006.  | 2011.  | 2016.  |
| ------ | ------ | ------ |
| 25.789 | 33.305 | 38.117 |